# Tweedlee Dee
Tweedlee Dee ist ein Rhythm-and-Blues-Song, den Winfield Scott für LaVern Baker geschrieben hat. Der Song wurde von ihr 1954 im Atlantic Studio in New York für Atlantic Records aufgenommen und wurde Bakers erster Hit. Er erreichte Platz 4 in den Billboard R&B-Charts und Platz 14 in Billboards Popcharts. Nicht nur für Baker, auch für Winfield Scott war der Song der erste Hit.
Der Song war ein Versuch, eine schwarze Stimme an den Geschmack der weißen Käuferschichten anzupassen. Obwohl bei der Aufnahme des Songs versucht wurde, sie dem Popstil anzupassen, erschien bald ein Cover von Georgia Gibbs, das von Mercury Records veröffentlicht wurde. Da die großen Firmen bessere Vertriebswege hatten, wurde diese Aufnahme ein Hit in den Pop Charts (Goldene Schallplatte für mehr als 1 Million verkaufte Platten), während Bakers Aufnahme nur in den R&B-Charts ein großer Hit wurde. Es war damals übliche Praxis, dass große Plattenfirmen schwarze R&B-Hits coverten und sie dem Geschmack des weißen Marktes anpassten, aber bei Tweedlee Dee machte sich Mercury nicht einmal die Mühe der Anpassung, sondern, so berichtete Tom Dowd, der Toningenieur der Atlantic-Aufnahme, heuerten denselben Arrangeur und dieselben Musiker an. LaVern Baker versuchte bei ihrem Kongressabgeordneten, sich für eine Bundesgesetzgebung gegen solche Übernahmen des Arrangements von Lieder einzusetzen, scheiterte aber mit ihrer Initiative. Bis heute ist dieses Vorgehen gesetzeskonform.

## Coverversionen
- Georgia Gibbs (1954)
- Ellie Russell & the Three Belles (1955)
- Chet Atkins (instrumental, 1955)
- Teresa Brewer (1955)
- Siw Malmkvist (1955)
- Pee Wee King (1956)
- Elvis Presley (1956)
- Connie Francis (1959)
- Pat Boone (1961)
- Wanda Jackson (1961)
- Little Jimmy Osmond (1973)
- Ike & Tina Turner (1974)